# Samling vid pumpen
Samling vid pumpen, sång på svenska från 1942–1943 med text och musik av Ulf Peder Olrog framförd första gången på Södermanlands-Nerikes nation. Dialekten är från Södermanland i Sverige och slagsmålet på dansbanan mellan folk från Tunaberg och Buskhyttan, som sången handlar om, lär äga viss historisk sanning. 
Olrog sjöng 1945 in den själv, med äkta sörmländskt uttal men det var insjungningen med Sigge Fürst samma år som hade störst framgång och spelades flitigt i radio. Sången fick enligt Göteborgs Handels- och Sjöfartstidning en oerhörd popularitet – utom i Tunaberg. Till en början uppskattades sången måttligt i Tunaberg på grund av det rykte den givit bygden, men detta ska ha förändrats tack vare biskop Gustaf Aulén. Han var väl förtrogen med den Olrogska visrepertoaren och vid en kyrkoherdeinstallation skall han efter middagen ha satt sig vid pianot och yttrat: "Var det inte här i trakten som den här trevliga visan kom till?" varefter han sjöng Samling vid pumpen.  
Buskhyttan har numera ett danspalats som heter "Pumpen".
Dansbandet Schytts har gjort en version av låten som finns på deras skiva "Hålligång 11 - Samling vid pumpen" från 1985.
1993 spelade den svenska hårdrocksgruppen Candlemass in melodin på sin cover-EP Candlemass sjunger Sigge Fürst.
Alf Prøysen har skrivit en norsk text ("Næsning på Hamarmart'n"). Prøysen med orkester sjöng in den på 78-varvaren Columysbia GN 1440 i oktober 1953.
Sånggruppen The Monn Keys sjöng in en version på EP-skivan Triola TNEP-1035.
Vikingarockbandet Ultima Thule har även gjort en cover på denna låt.